# 2015-ös Formula–E London nagydíj
A 2015-ös London nagydíjakat június 27-én és június 28-án, a 2014–2015-ös Formula–E bajnokság tizedik és tizenegyedik futamaként rendezték meg. Az első versenyen a pole-pozíciót Sébastien Buemi szerezte meg, és a versenyen is diadalmaskodott. A második versenyen a pole-pozíciót Stéphane Sarrazin szerezte meg, a futamot pedig Sam Bird nyerte meg.

## 1. időmérő
| Helyezés | Rajtszám | Versenyző           | Csapat             | Idő/hátrány | Hátrány | Rajthely |
| -------- | -------- | ------------------- | ------------------ | ----------- | ------- | -------- |
| 1        | 9        | Sébastien Buemi     | e.dams-Renault     | 1:24.648    | —       | 1        |
| 2        | 7        | Jérôme d’Ambrosio   | Dragon Racing      | 1:25.104    | +0.456  | 2        |
| 3        | 11       | Lucas di Grassi     | Audi Sport Abt     | 1:25.105    | +0.457  | 3        |
| 4        | 99       | Nelson Piquet Jr.   | NEXTEV TCR         | 1:25.144    | +0.496  | 4        |
| 5        | 27       | Jean-Éric Vergne    | Andretti Autosport | 1:25.182    | +0.534  | 5        |
| 6        | 8        | Nicolas Prost       | e.dams-Renault     | 1:25.258    | +0.610  | 6        |
| 7        | 88       | Oliver Turvey       | NEXTEV TCR         | 1:25.829    | +1.181  | 7        |
| 8        | 21       | Bruno Senna         | Mahindra Racing    | 1:25.879    | +1.231  | 8        |
| 9        | 2        | Sam Bird            | Virgin Racing      | 1:25.894    | +1.246  | 9        |
| 10       | 77       | Salvador Durán      | Amlin Aguri        | 1:25.964    | +1.316  | 10       |
| 11       | 6        | Loïc Duval          | Dragon Racing      | 1:25.998    | +1.340  | 11       |
| 12       | 23       | Nick Heidfeld       | Venturi Grand Prix | 1:26.128    | +1.480  | 12       |
| 13       | 66       | Daniel Abt          | Audi Sport Abt     | 1:26.302    | +1.654  | 13       |
| 14       | 30       | Stéphane Sarrazin   | Venturi Grand Prix | 1:26.318    | +1.670  | 14       |
| 15       | 10       | Jarno Trulli        | Trulli GP          | 1:26.852    | +2.204  | 20       |
| 16       | 5        | Karun Chandhok      | Mahindra Racing    | 1:27.160    | +2.512  | 15       |
| 17       | 28       | Simona de Silvestro | Andretti Autosport | 1:27.208    | +2.560  | 16       |
| 18       | 55       | Jamamoto Szakon     | Amlin Aguri        | 1:27.456    | +2.808  | 17       |
| 19       | 18       | Alex Fontana        | Trulli GP          | 1:28.083    | +3.435  | 18       |
| 20       | 3        | Fabio Leimer        | Virgin Racing      | 1:28.152    | +3.504  | 19       |

## 1. futam
| Helyezés | Rajtszám | Versenyző           | Csapat             | Kör | Idő/Kiesés oka | Rajthely | Pont |
| -------- | -------- | ------------------- | ------------------ | --- | -------------- | -------- | ---- |
| 1[a]     | 9        | Sébastien Buemi     | e.dams-Renault     | 29  | 47:54.784      | 1        | 28   |
| 2        | 7        | Jérôme d’Ambrosio   | Dragon Racing      | 29  | +0.939         | 2        | 18   |
| 3        | 27       | Jean-Éric Vergne    | Andretti Autosport | 29  | +1.667         | 5        | 15   |
| 4[b]     | 11       | Lucas di Grassi     | Audi Sport ABT     | 29  | +2.409         | 3        | 14   |
| 5        | 99       | Nelson Piquet Jr.   | NEXTEV TCR         | 29  | +7.370         | 4        | 10   |
| 6        | 2        | Sam Bird            | Virgin Racing      | 29  | +7.762         | 9        | 8    |
| 7        | 8        | Nicolas Prost       | e.dams-Renault     | 29  | +8.553         | 6        | 6    |
| 8        | 6        | Loïc Duval          | Dragon Racing      | 29  | +9.507         | 11       | 4    |
| 9        | 88       | Oliver Turvey       | NEXTEV TCR         | 29  | +10.032        | 7        | 2    |
| 10       | 30       | Stéphane Sarrazin   | Venturi Grand Prix | 29  | +12.077        | 14       | 1    |
| 11       | 28       | Simona de Silvestro | Andretti Autosport | 29  | +15.946        | 17       |      |
| 12       | 5        | Karun Chandhok      | Mahindra Racing    | 29  | +35.595        | 16       |      |
| 13       | 23       | Nick Heidfeld       | Venturi Grand Prix | 29  | +41.034        | 12       |      |
| 14       | 3        | Fabio Leimer        | Virgin Racing      | 29  | +42.697        | 20       |      |
| 15       | 10       | Jarno Trulli        | Trulli GP          | 29  | +43.273        | 15       |      |
| 16       | 21       | Bruno Senna         | Mahindra Racing    | 29  | +48.423        | 8        |      |
| 17       | 77       | Salvador Durán      | Amlin Aguri        | 29  | Gearbox        | 10       |      |
| Ki       | 18       | Alex Fontana        | Trulli GP          | 25  | Felfüggesztés  | 19       |      |
| Ki       | 66       | Daniel Abt          | Audi Sport ABT     | 15  | Baleset        | 13       |      |
| Ki       | 55       | Jamamoto Szakon     | Amlin Aguri        | 15  | Töltés         | 18       |      |

Megjegyzés:
- ↑ a:  - +3 pont a pole-pozícióért
- ↑ b:  - +2 pont a leggyorsabb körért

## 2. időmérő
| Helyezés | Rajtszám | Versenyző           | Csapat             | Idő/hátrány | Hátrány | Rajthely |
| -------- | -------- | ------------------- | ------------------ | ----------- | ------- | -------- |
| 1        | 30       | Stéphane Sarrazin   | Venturi Grand Prix | 1:23.901    | -       | 1        |
| 2        | 7        | Jérôme d’Ambrosio   | Dragon Racing      | 1:23.965    | +0.064  | 2        |
| 3        | 6        | Loïc Duval          | Dragon Racing      | 1:24.107    | +0.206  | 3        |
| 4        | 2        | Sam Bird            | Virgin Racing      | 1:24.241    | +0.340  | 4        |
| 5        | 21       | Bruno Senna         | Mahindra Racing    | 1:24.318    | +0.417  | 5        |
| 6        | 9        | Sébastien Buemi     | e.dams-Renault     | 1:24.385    | +0.484  | 6        |
| 7        | 23       | Nick Heidfeld       | Venturi Grand Prix | 1:25.494    | +1.593  | 7        |
| 8        | 77       | Salvador Durán      | Amlin Aguri        | 1:25.649    | +1.748  | 8        |
| 9        | 18       | Alex Fontana        | Trulli GP          | 1:25.689    | +1.788  | 9        |
| 10       | 10       | Jarno Trulli        | Trulli GP          | 1:27.093    | +3.192  | 10       |
| 11       | 11       | Lucas di Grassi     | Audi Sport ABT     | 1:32.570    | +8.669  | 11       |
| 12       | 88       | Oliver Turvey       | NEXTEV TCR         | 1:33.626    | +9.725  | 12       |
| 13       | 28       | Simona de Silvestro | Andretti Autosport | 1:34.167    | +10.266 | 13       |
| 14       | 27       | Jean-Éric Vergne    | Andretti Autosport | 1:35.032    | +11.131 | 14       |
| 15       | 8        | Nicolas Prost       | e.dams-Renault     | 1:35.111    | +11.210 | 15       |
| 16       | 99       | Nelson Piquet Jr.   | NEXTEV TCR         | 1:35.284    | +11.383 | 16       |
| 17       | 3        | Fabio Leimer        | Virgin Racing      | 1:35.543    | +11.642 | 17       |
| 18       | 66       | Daniel Abt          | Audi Sport ABT     | 1:38.473    | +14.572 | 18       |
| 19       | 5        | Karun Chandhok      | Mahindra Racing    | 1:41.232    | +17.331 | 19       |
| 20       | 55       | Jamamoto Szakon     | Amlin Aguri        | Idő nélkül  | -       | 20       |

## 2. futam
| Helyezés | Rajtszám | Versenyző           | Csapat             | Kör | Idő/Kiesés oka | Rajthely | Pont |
| -------- | -------- | ------------------- | ------------------ | --- | -------------- | -------- | ---- |
| 1[a]     | 2        | Sam Bird            | Virgin Racing      | 29  | 45:48.792      | 4        | 27   |
| 2        | 7        | Jérôme d’Ambrosio   | Dragon Racing      | 29  | +6.973         | 2        | 18   |
| 3        | 6        | Loïc Duval          | Dragon Racing      | 29  | +9.430         | 3        | 15   |
| 4        | 21       | Bruno Senna         | Mahindra Racing    | 29  | +10.147        | 5        | 12   |
| 5        | 9        | Sébastien Buemi     | e.dams-Renault     | 29  | +10.689        | 6        | 10   |
| 6        | 11       | Lucas di Grassi     | Audi Sport ABT     | 29  | +11.204        | 11       | 8    |
| 7        | 99       | Nelson Piquet Jr.   | NEXTEV TCR         | 29  | +11.561        | 16       | 6    |
| 8        | 77       | Salvador Durán      | Amlin Aguri        | 29  | +12.402        | 8        | 4    |
| 9        | 88       | Oliver Turvey       | NEXTEV TCR         | 29  | +14.142        | 12       | 2    |
| 10       | 8        | Nicolas Prost       | e.dams-Renault     | 29  | +14.535        | 15       | 1    |
| 11       | 66       | Daniel Abt          | Audi Sport ABT     | 29  | +23.170        | 18       |      |
| 12       | 29       | Simona de Silvestro | Andretti Autosport | 29  | +24.610        | 13       |      |
| 13       | 5        | Karun Chandhok      | Mahindra Racing    | 29  | +31.501        | 19       |      |
| 14       | 18       | Alex Fontana        | Trulli GP          | 29  | +38.423        | 9        |      |
| 15[b]    | 30       | Stéphane Sarrazin   | Venturi Grand Prix | 29  | Felfüggesztés  | 1        | 3    |
| 16       | 27       | Jean-Éric Vergne    | Andretti Autosport | 28  | Töltés         | 14       |      |
| 17       | 23       | Nick Heidfeld       | Venturi Grand Prix | 17  | Váltó          | 7        |      |
| Ki       | 3        | Fabio Leimer        | Virgin Racing      | 17  | Felfüggesztés  | 17       |      |
| Ki       | 10       | Jarno Trulli        | Trulli GP          | 14  | Fékek          | 10       |      |
| Ki       | 55       | Jamamoto Szakon     | Amlin Aguri        | 6   | Baleset        | 20       |      |

Megjegyzés:
- ↑ a:  - +3 pont a pole-pozícióért
- ↑ b:  - +2 pont a leggyorsabb körért

## A világbajnokság állása a verseny után
(Teljes táblázat)
| H  | Versenyzők        | Pont | H  | Konstruktőrök  | Pont |
| -- | ----------------- | ---- | -- | -------------- | ---- |
| 1. | Nelson Piquet Jr. | 144  | 1. | e.Dams-Renault | 232  |
| 2. | Sébastien Buemi   | 143  | 2. | Dragon Racing  | 171  |
| 3. | Lucas di Grassi   | 133  | 3. | Audi Sport ABT | 165  |
| 4. | Jérôme d’Ambrosio | 113  | 4. | China Racing   | 152  |
| 5. | Sam Bird          | 103  | 5. | Virgin Racing  | 133  |

- Jegyzet: Csak az első 5 helyezett van feltüntetve mindkét táblázatban.